# 国道313号

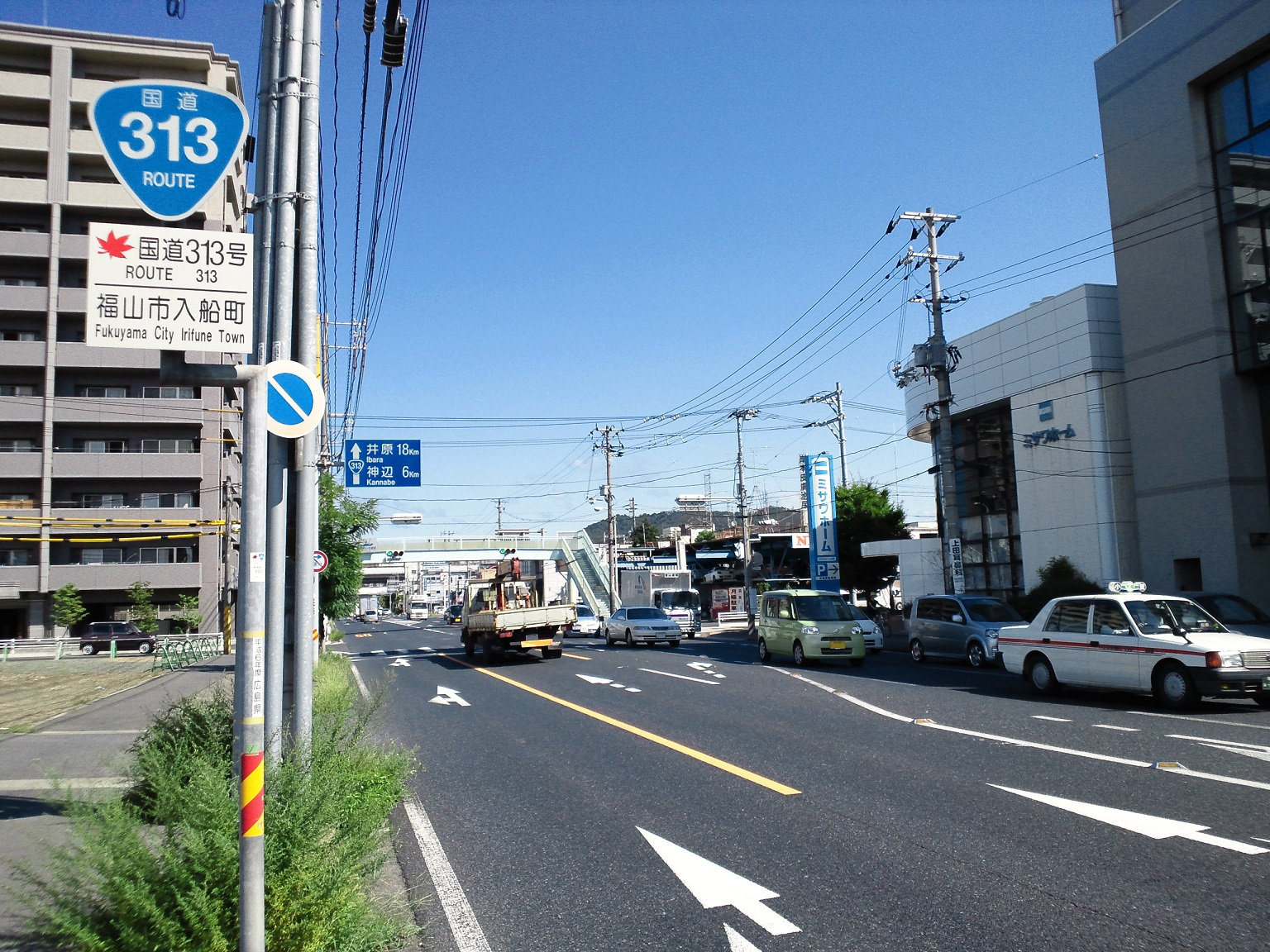
起点の府中分かれ交差点付近（2013年9月）
福山市入船町

国道313号（こくどう313ごう）は、広島県福山市から岡山県を経由して、鳥取県東伯郡北栄町に至る一般国道である。

## 概要
沿線に観光地が多いことからロマンチック街道313とも呼ばれ、観光振興の盛んな路線である。

### 路線データ
一般国道の路線を指定する政令に基づく起終点および重要な経過地は次のとおり。
- 起点：福山市（入船町3丁目、府中分かれ交差点 = 国道2号交点、広島県道22号福山鞆線起点）
- 終点：鳥取県東伯郡北条町[注釈 2]（北栄町弓原、国道9号交点）
- 重要な経過地：広島県福山市神辺町[注釈 3]、井原市、高梁市[注釈 4]、岡山県真庭郡久世町[注釈 5]、同郡勝山町[注釈 5]、同郡中和村[注釈 5]、同郡八束村[注釈 5]、倉吉市
- 総延長 : 185.5 km（鳥取県 31.7 km、岡山県 137.1 km、広島県 16.7 km）重用延長を含む[2][注釈 6]
- 重用延長 : 10.9 km（鳥取県 - km、岡山県 10.9 km、広島県 0.0 km）[2][注釈 6]
- 未供用延長 : なし[2][注釈 6]
- 実延長 : 174.6 km（鳥取県 31.7 km、岡山県 126.2 km、広島県 16.7 km）[2][注釈 6]
  - 現道 : 160.7 km（鳥取県 24.8 km、岡山県 119.2 km、広島県 16.7 km）[2][注釈 6]
  - 旧道 : 8.5 km（鳥取県 3.6 km、岡山県 4.9 km、広島県 - km）[2][注釈 6]
  - 新道 : 5.4 km（鳥取県 3.3 km、岡山県 2.1 km、広島県 - km）[2][注釈 6]
- 指定区間：なし[3]
- 改良率：98.1 %（延長 171.2 km）[2][注釈 6]
- 整備率：80.0 %（延長 139.7 km）[2][注釈 6]
- 歩道設置延長：115.9 km [2][注釈 6][注釈 7]

## 歴史
1970年（昭和45年）に県道（主要地方道）から一般国道に昇格した路線であり、鳥取県道・岡山県道倉吉勝山線、鳥取県道・岡山県道倉吉江府線（鳥取県道・岡山県道7号江府中和用瀬線 → 国道482号の前身）の一部、岡山県道久世建部線（岡山県道30号落合建部線の前身）の一部、岡山県道高梁久米線（岡山県道411号垂水追分線の前身）の一部、岡山県道井原高梁線、広島県道・岡山県道福山井原線をもって成立。

### 年表
- 1970年（昭和45年）4月1日 - 一般国道313号として鳥取県倉吉市 - 広島県福山市を指定。
- 1993年（平成5年）4月1日 - 指定変更。広島県福山市を起点とし、鳥取県東伯郡北条町[注釈 8]を終点とする。
- 2023年（令和5年）7月21日 - 岡山県告示第371号により、北条湯原道路の旧道が廃止され、一部が岡山県道325号別所下長田線に変更[5]。

## 路線状況

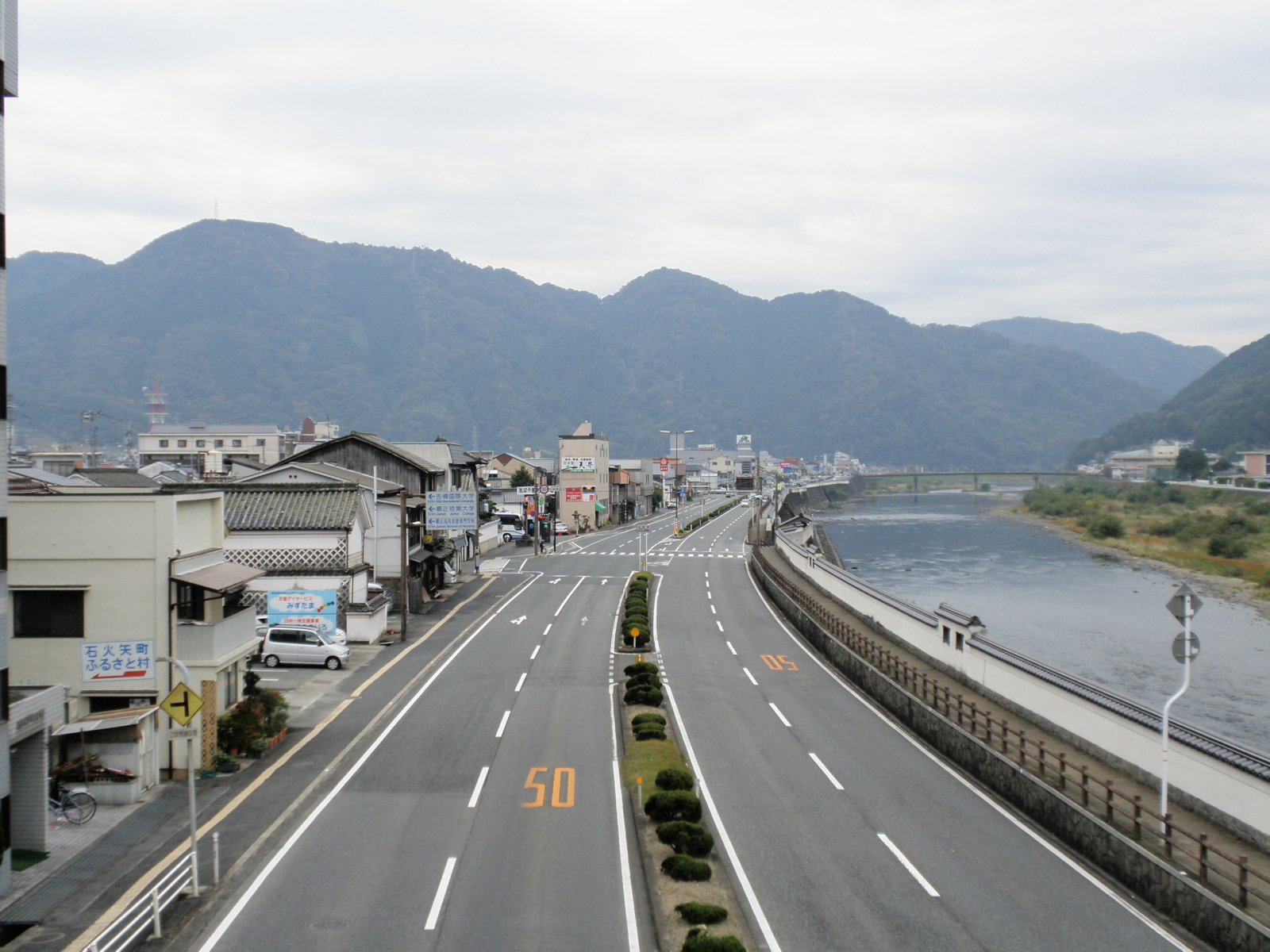
高梁市中心部（2009年10月）。国道180号との重複区間

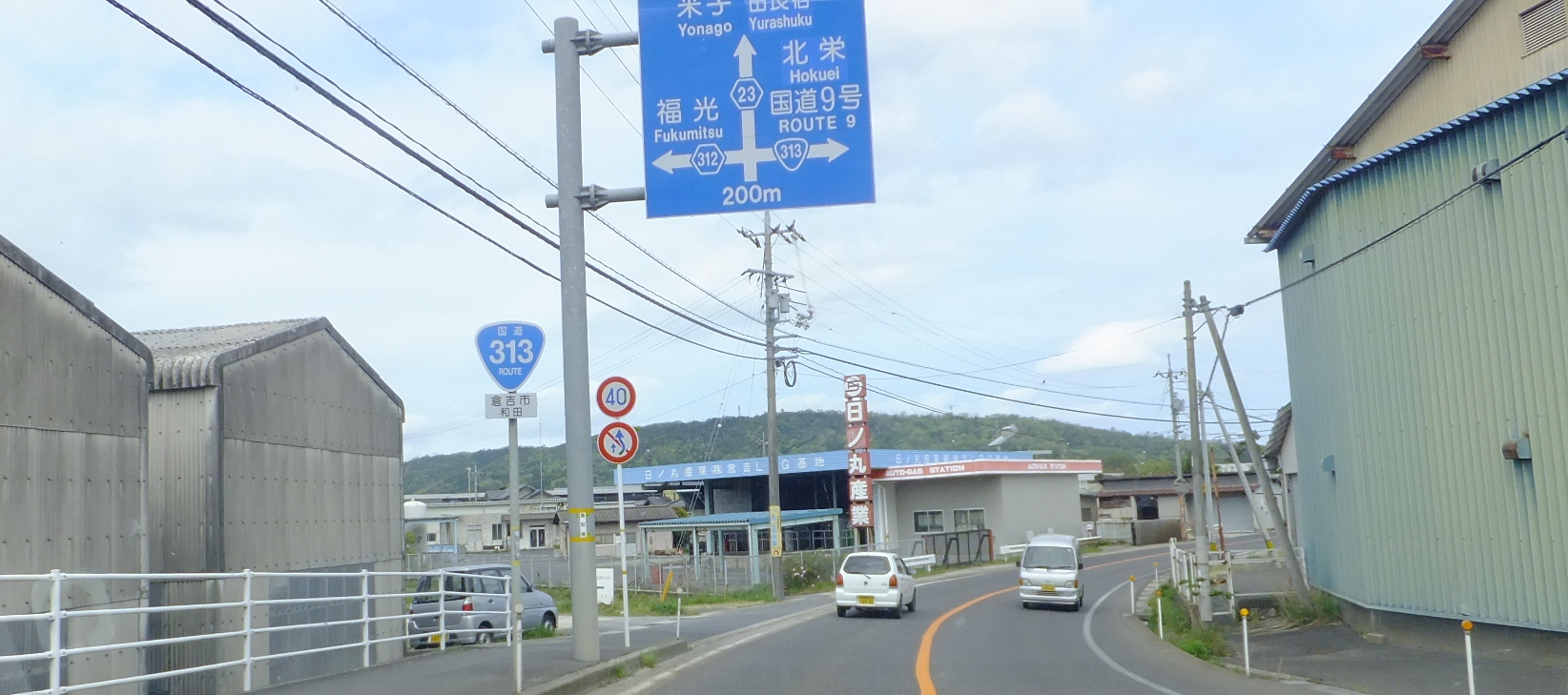
倉吉市和田付近（2012年4月）

### 通称
- 府中線 （広島県福山市入船町3丁目 - 福山市横尾町）
  - 福山市の中心部で呼ばれる通称。かつて国道182号および国道314号と重複していた区間。元県道福山井原線。通称の由来は、府中市方面に通じていた旧街道の旧府中道に並行していることや、現在でも府中市方面に向かうバス路線となっていることから。
- 昭和通り （岡山県井原市井原町）
  - 井原市の中心部で呼ばれる通称。井原市井原町の町内区間を指し、井原市都市計画道路3・5・3号昭和通り線に指定[6][7]され、途中には小田川を跨ぐ「昭和橋」がある。なお、通称の由来は、井原市が市道昭和通り線として整備したことから。
- 大通り〔高梁大通り〕 （岡山県高梁市） 
  - 高梁市の中心部で呼ばれる通称。国道180号との重複区間を指す。
- バイパス （岡山県真庭市蒜山下長田 - 鳥取県倉吉市関金町関金宿）
  - 犬挟峠道路区間の呼称。
- バイパス / 高速 （鳥取県倉吉市 - 東伯郡北栄町）
  - 北条倉吉道路区間の呼称。

### バイパス
- 広島県
  - 神辺バイパス（福山市神辺町大字下御領 - 大字上御領）
- 岡山県
  - 高屋バイパス（井原市高屋町一丁目 - 井原市下出部（しもいずえ）町一丁目）
  - 北房バイパス（真庭市下中津井 - 上水田）[8]
  - 垂水バイパス（真庭市下方）

### 地域高規格道路
- 北条湯原道路（鳥取県東伯郡北栄町 - 岡山県真庭市）
  - 北条倉吉道路（鳥取県東伯郡北栄町弓原 -  倉吉市和田）
  - 倉吉道路（鳥取県倉吉市和田 - 小鴨）
  - 倉吉関金道路（鳥取県倉吉市関金町関金宿 - 倉吉市小鴨）　- 一部未供用
  - 犬挟峠道路（岡山県真庭市蒜山下長田 - 鳥取県倉吉市関金町関金宿）
  - 八束・湯原間（岡山県真庭市蒜山下長田 - 禾津）　- 一部未整備
    - 初和下長田道路 - 熊居バイパス - 湯本バイパス - 禾津 - 下湯原バイパス

### 重複区間
- 国道486号（広島県福山市神辺町大字下御領 - 岡山県井原市井原町）
- 国道180号（岡山県高梁市松山 - 高梁市津川町）
- 国道181号（岡山県真庭市久世 - 真庭市三田）
- 国道482号（岡山県真庭市蒜山初和 - 真庭市蒜山下長田）

### 道路施設

#### 主な橋梁
- 成羽橋 （岡山県高梁市）
  - 延長 162 m、幅員 9.3 m、成羽川に架橋[9]。
- 落合橋 （岡山県高梁市）
  - 延長 142 m、幅員 11.8 m、高梁川に架橋[9]。
- 北房大橋 （岡山県真庭市）
  - 延長 161 m、幅員 7.3 m、中津井川に架橋[9]。
- 鹿田橋 （岡山県真庭市）
  - 延長 113 m、幅員 10.5 m、備中川に架橋[9]。
- 久世大橋 （岡山県真庭市）
  - 延長 160 m、幅員 12.0 m、旭川に架橋[9]。
- 神庭大橋 （岡山県真庭市）
  - 延長 139 m、幅員 9.5 m、旭川に架橋[9]。
- 荒井橋 （岡山県真庭市）
  - 延長 114 m、幅員 10.5 m、旭川に架橋[9]。
- 湯原温泉大橋 （岡山県真庭市）
  - 延長 156 m、幅員 10.5 m、旭川に架橋[9]。

#### トンネル
- 芳井トンネル （岡山県井原市）
- 三沢トンネル （岡山県高梁市）
- 宮山トンネル （岡山県高梁市）
  - 読み : みややまトンネル、延長 252 m[10]。
- 多和山トンネル （岡山県高梁市 - 真庭市）
  - 1984年（昭和59年）開通[11] 。
- 湯原トンネル （岡山県真庭市）
- 新熊居トンネル （岡山県真庭市）
- 中和トンネル （岡山県真庭市）
- 犬挟トンネル （岡山県真庭市 - 鳥取県倉吉市）
  - 延長 2,626 m[12]。
- 湯の関トンネル （鳥取県倉吉市）

#### 道の駅
- 岡山県
  - 醍醐の里（真庭市鹿田）
- 鳥取県
  - 犬挟（倉吉市関金町山口）

### 並行する旧街道
備中松山城下を街道の中心とし、現在の広島県福山市や鳥取県倉吉市などにつながっていた旧備中往来（びっちゅうおうらい）と大部分が広域的には一致し、踏襲する形となっている。
| 旧街道の名称 | 地域における名称・別名                   | 並行している地域                  |
| ------------ | ---------------------------------------- | --------------------------------- |
| 府中道       | 薮路                                     | 広島県福山市中心部 - 福山市横尾町 |
| 備中往来     | 千田街道 / 神辺街道 （奈良津越え上方道） | 福山市中心部 - 福山市神辺町       |
| 近世山陽道   | 西国街道                                 | 福山市横尾町 - 岡山県井原市井原町 |
| 古代山陽道   | ‐                                        | 福山市神辺町下御領 - 井原市井原町 |
| 東城往来     | 雲州街道                                 | 井原市井原町 - 井原市芳井町吉井   |
| 備中往来     | 成羽往来 / 八日市往来 / 笠岡往来         | 井原市芳井町吉井 - 高梁市         |
| 備中往来     | 落合往来 / 作州街道 / 津山備中松山往来   | 高梁市 - 真庭市落合垂水           |
| 備前往来     | 岡山道                                   | 真庭市落合垂水 - 真庭市久世       |
| 出雲街道     | ‐                                        | 真庭市久世 - 真庭市本郷           |
| 大山道       | ‐                                        | 真庭市                            |
| 備中往来     | 作州街道                                 | 真庭市 - 鳥取県倉吉市             |

### 異常気象時通行規制区間
雨量によって通行規制が実施される区間は、下記の表のとおり。
| 区間                    | 延長    | 雨量                         | 規制     |
| ----------------------- | ------- | ---------------------------- | -------- |
| 岡山県真庭市仲間        | 3.40 km | 連続 100 mm                  | 通行注意 |
| 岡山県真庭市仲間        | 3.40 km | 時間 40 mm または連続 180 mm | 通行止   |
| 岡山県真庭市柴原 - 見尾 | 4.10 km | 連続 100 mm                  | 通行注意 |
| 岡山県真庭市柴原 - 見尾 | 4.10 km | 時間 40 mm または連続 180 mm | 通行止   |

### 交通量
24時間交通量（台）　道路交通センサス
| 観測地点           | 平成22（2010）年度 |
| ------------------ | ------------------ |
| 福山市千田町2丁目  | 22,247             |
| 福山市三吉町2丁目  | 22,363             |
| 福山市神辺町川南   | 124,20             |
| 福山市神辺町上御領 | 1,3743             |

（出典：「平成22年度道路交通センサス」（国土交通省ホームページ）より一部データを抜粋して作成）

## 地理

### 通過する自治体
- 広島県
  - 福山市
- 岡山県
  - 井原市 - 高梁市 - 真庭市
- 鳥取県
  - 倉吉市 - 東伯郡北栄町

### 交差する道路
| 交差する道路 | 都道府県名 | 市町村名 | 市町村名 | 交差する場所                  | 交差する場所                         |
| --- | ---------- | -------- | -------- | ----------------------------- | ------------------------------------ |
| 国道2号 広島県道22号福山鞆線 | 広島県     | 福山市   | 福山市   | 入船町3丁目                   | 府中分かれ交差点 / 起点              |
| 広島県道379号坪生福山線 | 広島県     | 福山市   | 福山市   | 奈良津町（ならづちょう）3丁目 | 福山北消防署前交差点                 |
| 広島県道391号加茂福山線 | 広島県     | 福山市   | 福山市   | 横尾町1丁目                   | 鶴ヶ橋南詰交差点                     |
| 国道182号 国道314号 重複 | 広島県     | 福山市   | 福山市   | 神辺町川南                    | 神辺第1陸橋東交差点                  |
| 広島県道393号粟根神辺線 | 広島県     | 福山市   | 福山市   | 神辺町川南                    | 丙谷口交差点                         |
| 広島県道214号神辺停車場線 広島県道390号三谷神辺線                                                                                     | 広島県     | 福山市   | 福山市   | 神辺町川南                    | 神辺駅入口交差点                     |
| 広島県道76号神辺大門線 | 広島県     | 福山市   | 福山市   | 神辺町平野                    | 平野分かれ交差点                     |
| 国道313号 / 神辺バイパス 国道486号 重複区間起点 国道486号 / 神辺バイパス                                                              | 広島県     | 福山市   | 福山市   | 神辺町下御領                  | 湯野口交差点                         |
| 広島県道・岡山県道102号下御領井原線 広島県道181号下御領新市線                                                                         | 広島県     | 福山市   | 福山市   | 神辺町下御領                  | 国分寺前交差点                       |
| 広島県道189号福山上御領線 | 広島県     | 福山市   | 福山市   | 神辺町上御領                  | 上御領交差点                         |
| 岡山県道・広島県道3号井原福山港線 | 岡山県     | 井原市   | 井原市   | 高屋町3丁目                   | 高屋町交差点                         |
| 広島県道・岡山県道103号七曲井原線 | 岡山県     | 井原市   | 井原市   | 下出部町（しもいずえちょう）  |                                      |
| 国道313号 / 高屋バイパス 国道486号 / 高屋バイパス                                                                                     | 岡山県     | 井原市   | 井原市   | 下出部町1丁目                 | 下出部中央交差点                     |
| 国道486号 重複区間終点 岡山県道34号笠岡井原線                                                                                         | 岡山県     | 井原市   | 井原市   | 井原町                        | 薬師交差点                           |
| 岡山県道166号美袋井原線 | 岡山県     | 井原市   | 井原市   | 井原町                        | 東南田交差点                         |
| 岡山県道・広島県道9号芳井油木線 | 岡山県     | 井原市   | 井原市   | 芳井町吉井                    | 芳井支所前交差点                     |
| 岡山県道297号高山芳井線 | 岡山県     | 井原市   | 井原市   | 芳井町吉井                    | 芳井町吉井交差点                     |
| 岡山県道77号美星高山市線 重複区間起点                                                                                                 | 岡山県     | 井原市   | 井原市   | 美星町黒忠                    |                                      |
| 岡山県営広域営農団地農道備中西部地区 / 星の里街道                                                                                     | 岡山県     | 井原市   | 井原市   | 美星町黒忠                    |                                      |
| 岡山県道77号美星高山市線 重複区間終点                                                                                                 | 岡山県     | 高梁市   | 高梁市   | 川上町地頭（じとう）          |                                      |
| 岡山県道33号新見川上線 | 岡山県     | 高梁市   | 高梁市   | 川上町領家                    | 手川橋交差点                         |
| 岡山県道300号宇治下原線 | 岡山県     | 高梁市   | 高梁市   | 成羽町星原                    |                                      |
| 岡山県道35号倉敷成羽線 | 岡山県     | 高梁市   | 高梁市   | 成羽町下原                    |                                      |
| 岡山県道301号落合高倉線 | 岡山県     | 高梁市   | 高梁市   | 落合町福地（しろち）          |                                      |
| 国道180号 重複区間起点 | 岡山県     | 高梁市   | 高梁市   | 段町                          | 落合橋東交差点                       |
| 国道484号 | 岡山県     | 高梁市   | 高梁市   | 段町                          | 警察署北交差点                       |
| 岡山県道196号高梁停車場線 岡山県道302号宇治鉄砲町線                                                                                   | 岡山県     | 高梁市   | 高梁市   | 鉄砲町                        | 高梁大橋交差点                       |
| 国道180号 重複区間終点 | 岡山県     | 高梁市   | 高梁市   | 津川町今津                    | 新幡見橋交差点                       |
| 岡山県道31号高梁御津線 | 岡山県     | 高梁市   | 高梁市   | 津川町今津                    |                                      |
| 岡山県道78号長屋賀陽線 重複区間起点 岡山県道169号西方巨瀬線                                                                           | 岡山県     | 高梁市   | 高梁市   | 巨瀬町（こせちょう）          |                                      |
| 岡山県道49号高梁旭線 | 岡山県     | 高梁市   | 高梁市   | 巨瀬町                        |                                      |
| 岡山県道78号長屋賀陽線 重複区間終点 岡山県道310号西方北房線                                                                           | 岡山県     | 真庭市   | 真庭市   | 上中津井                      |                                      |
| 岡山県道58号北房川上線 | 岡山県     | 真庭市   | 真庭市   | 下中津井                      |                                      |
| 岡山県道440号上有漢北房線 | 岡山県     | 真庭市   | 真庭市   | 上水田                        |                                      |
| 岡山県営広域営農団地農道吉備高原北部地区 / 奥吉備街道                                                                                 | 岡山県     | 真庭市   | 真庭市   | 上水田                        |                                      |
| E2A 中国自動車道 | 岡山県     | 真庭市   | 真庭市   | 上水田                        | 18 北房IC                            |
| 岡山県道312号宮地有漢線 | 岡山県     | 真庭市   | 真庭市   | 宮地                          |                                      |
| 岡山県道84号勝山栗原線 | 岡山県     | 真庭市   | 真庭市   | 栗原                          | 美川橋南詰交差点                     |
| 岡山県道332号栗原有漢線 | 岡山県     | 真庭市   | 真庭市   | 栗原                          |                                      |
| 岡山県道66号落合加茂川線 | 岡山県     | 真庭市   | 真庭市   | 鹿田（かった）                |                                      |
| 岡山県道30号落合建部線 | 岡山県     | 真庭市   | 真庭市   | 落合垂水                      |                                      |
| 岡山県道411号垂水追分線 | 岡山県     | 真庭市   | 真庭市   | 落合垂水                      |                                      |
| E2AE73 中国自動車道 | 岡山県     | 真庭市   | 真庭市   | 下市瀬（しもいちぜ）          | 16 落合IC                            |
| 岡山県道390号古見月田停車場線 | 岡山県     | 真庭市   | 真庭市   | 福田                          |                                      |
| 国道181号 重複区間起点 | 岡山県     | 真庭市   | 真庭市   | 久世                          |                                      |
| 岡山県道202号中国勝山停車場線 | 岡山県     | 真庭市   | 真庭市   | 勝山                          | 勝山駅前交差点                       |
| 国道181号 重複区間終点 | 岡山県     | 真庭市   | 真庭市   | 三田（さんでん）              |                                      |
| 岡山県道321号神代勝山線 | 岡山県     | 真庭市   | 真庭市   | 本郷                          |                                      |
| 岡山県道201号神庭滝線 | 岡山県     | 真庭市   | 真庭市   | 神庭（かんば）                |                                      |
| 岡山県道326号樫西湯原線 | 岡山県     | 真庭市   | 真庭市   | 禾津（いなつ）                |                                      |
| E73 米子自動車道 | 岡山県     | 真庭市   | 真庭市   | 禾津                          | 2 湯原IC                             |
| 岡山県道56号湯原奥津線 | 岡山県     | 真庭市   | 真庭市   | 禾津                          |                                      |
| 岡山県道55号湯原美甘線 | 岡山県     | 真庭市   | 真庭市   | 豊栄（とよさかえ）            |                                      |
| 岡山県道322号中福田湯原線 | 岡山県     | 真庭市   | 真庭市   | 田羽根                        |                                      |
| 国道482号 重複区間起点 | 岡山県     | 真庭市   | 真庭市   | 蒜山初和（はつわ）            |                                      |
| 岡山県道325号別所下長田線 | 岡山県     | 真庭市   | 真庭市   | 蒜山下長田                    |                                      |
| 岡山県道702号八束川上自転車道線 重複区間起点                                                                                          | 岡山県     | 真庭市   | 真庭市   | 蒜山下長田                    |                                      |
| 国道482号 重複区間終点 岡山県道702号八束川上自転車道線 重複区間終点                                                                   | 岡山県     | 真庭市   | 真庭市   | 蒜山下長田                    |                                      |
| 岡山県道・鳥取県道115号常藤関金線 重複区間起点                                                                                        | 鳥取県     | 倉吉市   | 倉吉市   | 関金町関金宿                  |                                      |
| 岡山県道・鳥取県道115号常藤関金線 重複区間終点 鳥取県道50号東伯関金線                                                                 | 鳥取県     | 倉吉市   | 倉吉市   | 関金町関金宿                  | 関金宿交差点                         |
| 鳥取県道45号倉吉江府溝口線 | 鳥取県     | 倉吉市   | 倉吉市   | 鴨河内（かもごうち）          | 大鴨橋西交差点                       |
| 北条倉吉道路 | 鳥取県     | 倉吉市   | 倉吉市   | 鴨河内                        | 倉吉南IC交差点 7 倉吉南IC            |
| 鳥取県道309号大柿上古川線 | 鳥取県     | 倉吉市   | 倉吉市   | 上古川                        | 上古川交差点                         |
| 鳥取県道237号仙隠岡田線 / 北野バイパス 鳥取県道312号倉吉環状線                                                                        | 鳥取県     | 倉吉市   | 倉吉市   | 生田                          | 生田橋入口交差点                     |
| 鳥取県道237号仙隠岡田線 | 鳥取県     | 倉吉市   | 倉吉市   | 西倉吉町                      | 西倉吉町東交差点                     |
| 鳥取県道34号倉吉赤碕中山線 鳥取県道151号倉吉東伯線 鳥取県道501号倉吉東郷自転車道線 重複区間起点                                       | 鳥取県     | 倉吉市   | 倉吉市   | 西倉吉町                      | 小鴨橋西交差点                       |
| 鳥取県道205号木地山倉吉線 | 鳥取県     | 倉吉市   | 倉吉市   | 河原町                        | 小鴨橋東交差点                       |
| 鳥取県道501号倉吉東郷自転車道線 重複区間終点                                                                                          | 鳥取県     | 倉吉市   | 倉吉市   | 福吉町2丁目                   |                                      |
| 鳥取県道161号倉吉江北線 重複区間起点                                                                                                  | 鳥取県     | 倉吉市   | 倉吉市   | 旭田町                        | 旭田町交差点                         |
| 鳥取県道161号倉吉江北線 重複区間終点                                                                                                  | 鳥取県     | 倉吉市   | 倉吉市   | 福吉町                        | 福吉町交差点                         |
| 鳥取県道501号倉吉東郷自転車道線 | 鳥取県     | 倉吉市   | 倉吉市   | 金森町                        |                                      |
| 鳥取県道23号倉吉由良線 鳥取県道312号倉吉環状線                                                                                        | 鳥取県     | 倉吉市   | 倉吉市   | 和田東町                      | 和田橋北交差点                       |
| 倉吉市道和田北栄線 | 鳥取県     | 倉吉市   | 倉吉市   | 和田                          |                                      |
| 北条倉吉道路 重複区間起点 鳥取県道23号倉吉由良線 / バイパス未供用                                                                     | 鳥取県     | 倉吉市   | 倉吉市   | 和田                          | 4 倉吉IC                             |
| 北栄町道1328号北条南線 | 鳥取県     | 東伯郡   | 北栄町   | 米里                          | 3 北栄南IC                           |
| 国道313号 / 北条臨時別線 鳥取県道250号亀谷北条線 鳥取県道320号羽合東伯線 重複                                                         | 鳥取県     | 東伯郡   | 北栄町   | 下神（しもつわ）              | 北栄IC入口交差点 2 北栄IC            |
| 工事中区間 |            |          |          |                               |                                      |
| E9 山陰自動車道未供用 国道9号 国道313号 / 北条臨時別線                                                                                | 鳥取県     | 東伯郡   | 北栄町   | 弓原                          | 弓原IC 北条IC/JCT / 終点             |
| 神辺バイパス・高屋バイパス |            |          |          |                               |                                      |
| 国道313号 / 現道 国道486号 国道486号 / 神辺バイパス 重複区間起点                                                                      | 広島県     | 福山市   | 福山市   | 神辺町下御領                  | 湯野口交差点 / バイパス起点          |
| 広島県道・岡山県道102号下御領井原線                                                                                                   | 広島県     | 福山市   | 福山市   | 神辺町上御領                  | 中島交差点                           |
| 広島県道189号福山上御領線 | 広島県     | 福山市   | 福山市   | 神辺町上御領                  | 野々上交差点                         |
| 岡山県道・広島県道3号井原福山港線 | 岡山県     | 井原市   | 井原市   | 高屋町3丁目                   |                                      |
| 国道313号 / 現道 国道486号 / 現道 国道486号 / 高屋バイパス 重複区間終点                                                               | 岡山県     | 井原市   | 井原市   | 下出部町1丁目                 | 下出部中央交差点 / バイパス終点      |
| 北条IC/JCT工事に伴う臨時別線 |            |          |          |                               |                                      |
| 北条倉吉道路 国道313号 / 現道 鳥取県道250号亀谷北条線 重複区間起点 鳥取県道320号羽合東伯線 重複区間起点                               | 鳥取県     | 東伯郡   | 北栄町   | 下神                          | 北栄IC入口交差点 / 別線起点 2 北栄IC |
| 鳥取県道201号上井北条線 鳥取県道250号亀谷北条線 重複区間終点 鳥取県道320号羽合東伯線 重複区間終点 北栄町道1329号北条北線 重複区間起点 | 鳥取県     | 東伯郡   | 北栄町   | 北尾                          | 北尾交差点                           |
| 国道9号 重複区間起点 北栄町道1329号北条北線 重複区間終点                                                                              | 鳥取県     | 東伯郡   | 北栄町   | 田井                          |                                      |
| E9 山陰自動車道工事中 北条倉吉道路工事中 重複 国道9号 重複区間終点 国道313号 / 現道工事中 重複                                        | 鳥取県     | 東伯郡   | 北栄町   | 弓原                          | 弓原IC 北条IC/JCT / 別線終点         |

### 並行する鉄道
- JR福塩線 （福山駅 - 神辺駅）
- 井原鉄道井原線 （神辺駅 - 井原駅）
- JR伯備線 （備中広瀬駅 - 木野山駅）
- JR姫新線 （美作落合駅 - 中国勝山駅）

### 幻となった構想

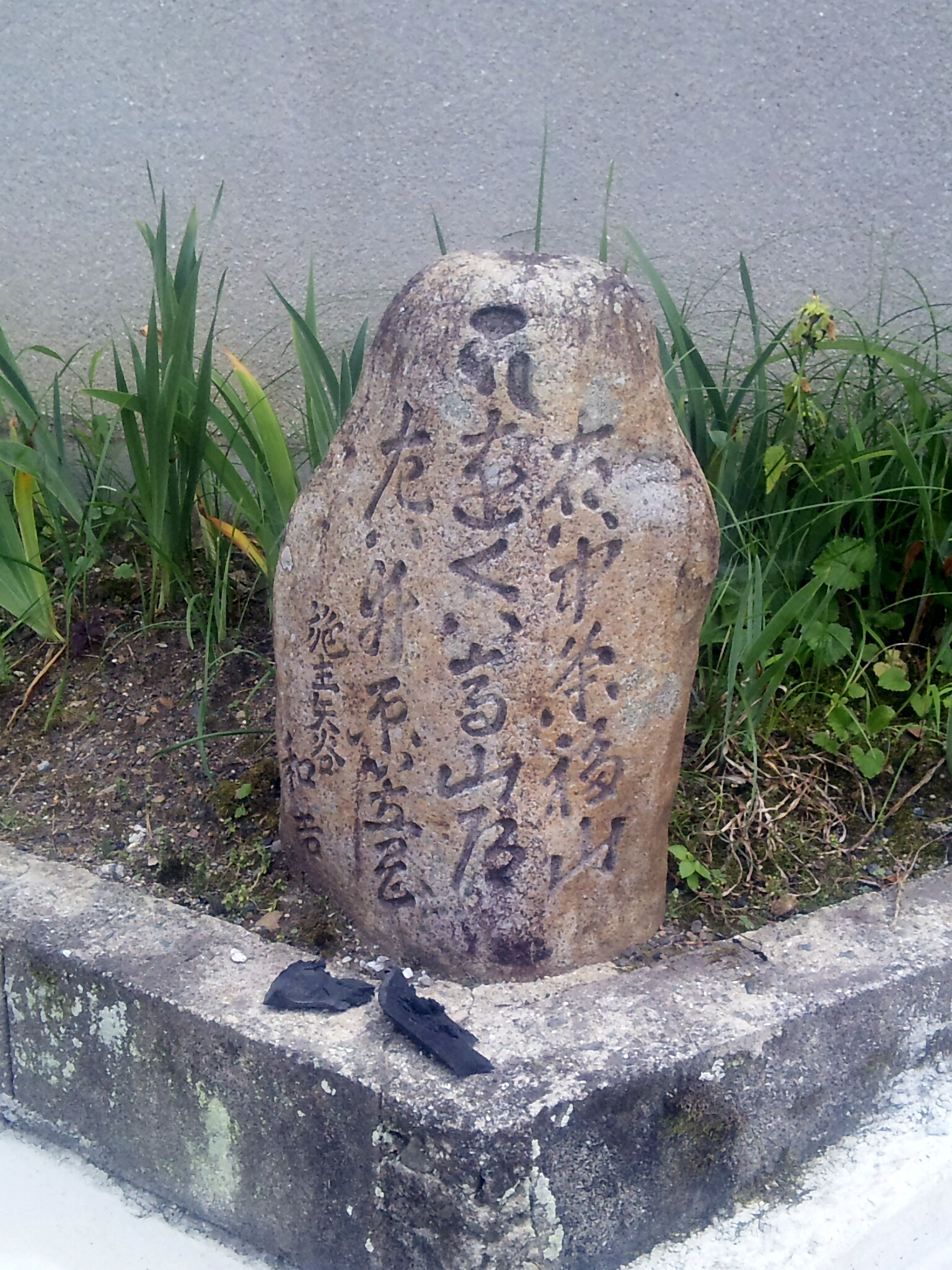
井原市芳井町吉井の旧東城往来にある道標。井原市芳井町から福山市に通じる道がかつて存在していたことを物語る。

現在の国道313号は、広島県福山市の国道2号を起点に北上し、福山市横尾町より旧山陽道（近世山陽道）に沿って岡山県井原市に入る。そして、井原市の中心部より旧東城往来（雲州街道）に沿う形で井原市芳井町に向かい、旧東城往来（雲州街道）と別れ、高梁市を目指すが、国道313号が国道に昇格される以前、国道のルート設定の段階以前において、現在のこのルートとは別のルートを国道として整備する構想が浮上していた。井原市の中心部を通さず、旧東城往来（雲州街道）と並行させないで、福山市と高梁市を短絡で結ぶというもので、福山市から一気に高梁市を目指すルート（旧備中往来〔中条道〕を踏襲）と、県境の井原市高屋町（現在の広島県道・岡山県道103号七曲井原線）から高梁市を目指すルートの二つが候補になっていて、いずれのルートも井原市芳井町で現在の国道313号と接続されることになっていた。しかし、このルート構想を実現させるためには、長大なトンネルの建設を必要とし、大規模事業になることと、井原市中心部が国道のルートから外れ、当時の旧井原市にとっては国道の恩恵が受けられないことで反対があり、現在のルートとなった。